# اپل (اکلاهما)
اپل (به انگلیسی: Apple) یک منطقهٔ مسکونی در ایالات متحده آمریکا است که در شهرستان چاکتاو، اکلاهما واقع شده است.